# Seznam dílů seriálu Příběhy ze záhrobí
Toto je seznam dílů seriálu Příběhy ze záhrobí, který byl vysílaný v letech 1989 až 1996 na stanici HBO. Celkově bylo natočeno 93 epizod a tři celovečerní filmy Rytíř démon, Upíří nevěstinec a Rituál. Některé díly vyšly zvlášť na VHS.

## Přehled řad
| Řada | Díly | Premiéra v USA  | Premiéra v USA    | Premiéra v ČR | Premiéra v ČR |
| Řada | Díly | První díl       | Poslední díl      | První díl     | Poslední díl  |
| ---- | ---- | --------------- | ----------------- | ------------- | ------------- |
| 1    | 6    | 10. června 1989 | 28. června 1989   |               |               |
| 2    | 18   | 21. dubna 1990  | 31. července 1990 |               |               |
| 3    | 14   | 15. června 1991 | 28. srpna 1991    |               |               |
| 4    | 14   | 27. června 1992 | 16. září 1992     | 1995          | 1995          |
| 5    | 13   | 2. října 1993   | 8. prosince 1993  |               |               |
| 6    | 15   | 31. října 1994  | 25. ledna 1995    | 1998          | 1998          |
| 7    | 13   | 19. dubna 1996  | 19. července 1996 |               |               |

## Seznam dílů

### První řada (1989)
1. The Man Who Was Death
2. And All Through the House
3. Dig That Cat... He's Real Gone
4. Only Sin Deep
5. Lover Come Hack to Me
6. Collection Completed

### Druhá řada (1990)
1. Dead Right
2. The Switch
3. Cutting Cards
4. 'Til Death
5. Three's a Crowd
6. The Thing from the Grave
7. The Sacrifice
8. For Cryin' Out Loud
9. Four-Sided Triangle
10. The Ventriloquist's Dummy
11. Judy, You're Not Yourself Today
12. Fitting Punishment
13. Korman's Kalamity
14. Lower Berth
15. Mute Witness to Murder
16. Television Terror
17. My Brother's Keeper
18. The Secret

### Třetí řada (1991)
1. Loved to Death
2. Carrion Death
3. The Trap
4. Abra Cadaver
5. Top Billing
6. Dead Wait
7. The Reluctant Vampire
8. Easel Kill Ya
9. Undertaking Palor
10. Mournin' Mess
11. Split Second
12. Deadline
13. Spoiled
14. Yellow

### Čtvrtá řada (1992)
1. None But the Lonely Heart
2. This'll Kill Ya
3. On a Deadman's Chest
4. Seance
5. Beauty Rest
6. What's Cookin'
7. The New Arrival
8. Showdown
9. King of the Road
10. Maniac at Large
11. Split Personality
12. Strung Along
13. Werewolf Concerto
14. Curiosity Killed

### Pátá řada (1993)
1. Death of Some Salesmen
2. As Ye Sow
3. Forever Ambergris
4. Food for Thought
5. People Who Live in Brass Hearses
6. Two for the Show
7. House of Horror
8. Well Cooked Hams
9. Creep Course
10. Came the Dawn
11. Oil's Well That Ends Well
12. Half-Way Horrible
13. Till Death Do We Part

### Šestá řada (1994—1995)
1. Let the Punishment Fit the Crime
2. Only Skin Deep
3. Whirlpool
4. Operation Friendship
5. Revenge Is the Nuts
6. The Bribe
7. The Pit
8. The Assassin
9. Staired in Horror
10. In the Groove
11. Surprise Party
12. Doctor of Horror
13. Comes the Dawn
14. 99 & 44/100 Pure Horror
15. You, Murderer

### Sedmá řada (1996)
1. Fatal Caper
2. Last Respects
3. A Slight Case of Murder
4. Escape
5. Horror in the Night
6. Cold War
7. The Kidnapper
8. Report from the Grave
9. Smoke Wrings
10. About Face
11. Confession
12. Ear Today... Gone Tomorrow
13. The Third Pig

## VHS
| Č. v seriálu | Č. v řadě | Původní název         | Český název         | Režie                 | Premiéra v USA  | VHS v ČR |
| ------------ | --------- | --------------------- | ------------------- | --------------------- | --------------- | -------- |
| 4            | 4         | Only Sin Deep         | Jenom povrchní věc  | Howard Deutch         | 14. června 1989 | 1993     |
| 5            | 5         | Lover Come Hack To Me | Smírčí soudce       | Tom Holland           | 21. června 1989 | 1993     |
| 6            | 6         | Collection Completed  | Kompletní sbírka    | Mary Lambert          | 28. června 1989 | 1993     |
| 7            | 1         | Dead Right            | Správná předpověď   | Howard Deutch         | 21. dubna 1990  | 1993     |
| 8            | 2         | The Switch            | Výměna              | Arnold Schwarzenegger | 21. dubna 1990  | 1993     |
| 9            | 3         | Cutting Cards         | Nezapomenutelná hra | Walter Hill           | 21. dubna 1990  | 1993     |